# Насилие
Насилието е осъдимо от морална гледна точка...Насилието превръща хората в обекти и средства, то унижава и поражда всички форми на дехуманизация, за да стигне до отчуждение и неизбежно самоунищожение. Насилието по форма на изразяване е най-примитивната агресия. Върху произхода на явлението агресия влияят различни фактори, като: наследствеността, генетичното, психологическото и културно влияние. Структурите на централната нервна система, хормоналните механизми, както и социалните модели на поведение, оказват своето влияние и имат значение за агресията. Агресия е всяка форма на поведение, целящо да нарани или навреди на друго живо същество, което е мотивирано да избегне това третиране. (Трябва да се има в предвид, че при садомазохистичните отношения или при самоубийството, агресорът и жертвата са едно и също лице, което търси нанасяне на вреда, а не се стреми да я избегне.)
Според Вилфредо Парето насилието е естественият климат на социалния живот. Без него не бихме могли да разберем много неща в човешките взаимоотношения. Човек е един недовършен опит. Затова, според Артър Кьослер, няма прогрес, без задоволяване на стремежа към неповторимост. В малки дози агресивността е стимулатор, в големи – тя е отрова. Човек притежава разум, а разумът е неговото изкушение, което го води от илюзия към илюзия.
Има различни видове агресия. Според една от класификациите агресията може да бъде разгледана по 3 дименсии: физическа – вербална, активна – пасивна, директна – индиректна. Физическата агресия е свързана със степента на физически действия извършвани върху жертвата.
При директна активна физическа агресия човек може да нанесе удари с юмруци и ръце, да рита с крака, да драска с нокти, да хапе със зъби, да щипе, да скубе, да блъска другия и т.н.. Използването на различни инструменти (ножове, брадви, палки, боксове, бухалки, тръби, огнестрелно оръжие и др.) ескалира болката или увредата, която нанася агресорът.
Директната пасивна физическа агресия се изразява в това да се попречи на някого да достигне желана цел, да не му се обръща внимание, да се пренебрегват нуждите и исканията му. При индиректната агресия увредата се нанася на жертвата по заобиколен път. Примери за индиректна активна агресия са причиняването на вреда на имуществото на другия (открадване или повреди по колата му, ограбване на къщата му); причиняване на вреда на близките му; наемане на друг човек да свърши „черната работа“.
При индиректната пасивна физическа агресия агресорът отказва да се подчини на искането да изпълни някаква необходима задача. При директната активна вербала агресия човек може да заплашва, да ругае, да прави обидни забележки, да сгълчава, да упреква, да унижава, да се подиграва, да се присмива, да дразни останалите и т.н. Всичко това води до дистрес, тревожност и намаляване или загуба на самочувствие у жертвата.
Директната пасивна вербална агресия може да представлява отказ да се отговаря на другия, или изобщо да му се говори. Индиректната активна вербална агресия се изразява в разпространяване на злостни клюки за другия. Индиректната пасивна вербална агресия може да се прояви под формата на отказ да се говори в защита на другия, когато той е несправедливо критикуван. Агресия, която възниква когато индивидът е ядосан или разгневен се нарича гневна агресия. При този вид агресия целта е да се нанесе вреда на жертвата. Гневът включва физиологична възбуда, изразяваща се в приготовление на тялото за нападение. Възнаграждението на гневната агресия е причиняването на болка или увреда на другия. Това възнаграждение е вътрешно, то произхожда директно. Този мотив за причиняване на болка на жертвата е обикновено краткосрочен и отслабва с разсейването на гнева.
Зигмунд Фройд посочва, че човешкото поведение се определя от две влечения: към смъртта и към живота. Той предполага, че човек има нужда от престиж и се надява така да компенсира неравенството.
Насилието може да бъде разделено най-общо на два типа: спорадично насилие, което включва непланувано или маломащабно насилие и координирано насилие, което включва действия извършвани от позволени или непозволени насилнически групи, например война (т.е. междуобществено насилие) или тероризъм. От началото на Индустриалната революция унищожителността на войните е достигнала равнища считани за универсално опасни. Особено мащабните войни дори носят директна опасност за оцеляването и благоденствието на индивиди, култури, общества, както и населението на земята като цяло.
Според Робърт Арди не човек открива оръдията, а оръдията създават човека. Точно примитивните оръдията и уникалната изобретателност на австралопитека го подтикват към еволюция и той бавно излиза от животинския свят. Насилието, което той поражда му създава привилегирована позиция над животинския свят.
Домашно насилие е вид насилие, което представлява всеки акт на физическо, сексуално, психическо или икономическо насилие, както и опитът за такова насилие, принудителното ограничаване на личния живот, личната свобода и личните права, извършени спрямо лица, които се намират в родствена връзка, които са или са били в семейна връзка или във фактическо съпружеско съжителство или в интимна връзка. За психическо насилие върху дете се смята и всяко домашно насилие, извършено в негово присъствие. Актовете могат да бъдат извършени чрез действие или бездействие. [Закон за защита от домашно насилие]